# LK-99
Le LK-99, de formule Pb9Cu(PO4)6O, est le nom commercial[réf. non conforme] d'un matériau potentiellement diamagnétique. Sa découverte en tant que matériau prétendument supraconducteur à température et pression ambiantes, a suscité scepticisme et enthousiasme avant que les premiers résultats infirment cette hypothèse.
Même si cette supraconductivité n'a pu être reproduite, ce matériau reste scientifiquement intéressant, car sa structure cristalline permet effectivement de contraindre le placement de certains de ses atomes. Ceci permet théoriquement d'y créer des canaux supraconducteurs, à la manière des supraconducteurs à température ambiante et très haute pression déjà découverts.

## Aspect et propriétés

### Composition et propriétés étayées par l'expérience

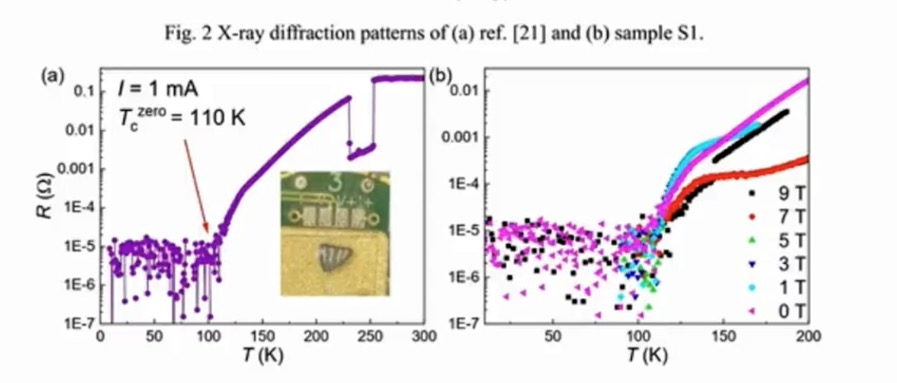
Données montrant une potentielle supraconductivité du LK-99 en dessous de 110 K, issues d'une prépublication non vérifiée de travaux de recherche préliminaires.

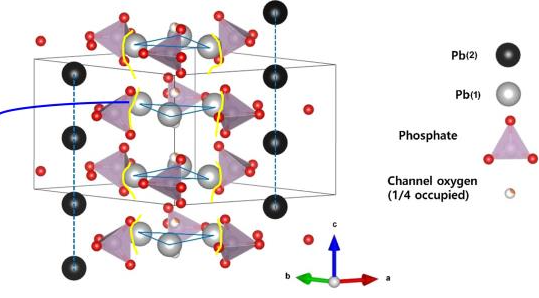
Structure tridimensionnelle du LK-99.

Le LK-99 est un solide théoriquement gris clair et métallique gris, issu d'une forme d'apatite au plomb (Pb10(PO4)6O), elle-même issue de la lanarkite (en) (Pb2(SO4)O), dont certains atomes de plomb sont substitués par des atomes de cuivre. Une des hypothèses est que la substitution par des ions cuivre fait perdre du volume au produit final, ce qui génère une contrainte dans le matériau. C'est cette contrainte qui se substituerait aux pressions extrêmes normalement exigées pour atteindre des états de supraconductivité à des très hautes températures.
Pour être plus précis, la substitution n'est pas totale, mais les effets supraconducteurs sont établis dans la fourchette 0,9 < x < 1 pour la formule Pb10-xCux(PO4)6O.
Au 7 août 2023, certaines propriétés semblent être confortées par des expérimentations plus ou moins sommaires qui ne sont ni des preuves ni des références. C'est donc a priori, c'est-à-dire dans l'attente de la validation d'une publication scientifique, que les propriétés suivantes semblent être observées :
- la couleur gris clair métallique ;
- propriétés ferromagnétiques :
  - réaction visible à l'aimantation (alignement sur les lignes de champ comme la limaille de fer),
  - potentiellement très fortement diamagnétique (réaction similaire à du carbone pyrolytique pour certains échantillons) ;
- matériau « théoriquement » potentiellement supraconducteur (supraconductivité possible mais pas assurée) :
  - nouvelle classe de matériau théoriquement supraconducteur (ce qui en fait un sujet de recherche particulièrement intéressant),
  - supraconductivité possible en dessous de −163 °C pour de très faibles densités de courant (de l'ordre de la centaine de mA/cm2) ;
- la méthode d'obtention est simple mais extrêmement peu robuste et très peu fiable :
  - la structure atomique du LK-99 a été confirmée par diffractométrie de rayons X (XRD).

### Propriétés non confirmées
Le LK-99 pourrait léviter partiellement sur un aimant à température ambiante grâce à une susceptibilité magnétique record, car particulièrement élevée de 0,087 (le second matériau le plus diamagnétique connu ensuite, est le carbone pyrolytique, avec une susceptibilité de 0,000 4). Le courant maximum mesuré en condition de résistance nulle en fonction de la température serait très faible (de l'ordre de la centaine de mA/cm2).

### Intérêt scientifique
L'intérêt scientifique du LK-99 est principalement qu'il définit une nouvelle classe de matériau potentiellement supraconducteurs à température ambiante. 
Sa facilité d'obtention en fait un sujet d'étude pratique et facile d'accès, ce qui est assez rare dans le domaine de la supraconductivité.

## Nom
Le nom LK-99 vient des initiales des deux découvreurs, le Dr Lee et le Dr Kim, ainsi que de l'année de la découverte (1999). À l'origine, ce duo travaillait avec le Pr Choi Dong-Shik à l'université de Corée dans les années 1990.

## Histoire
En 1999, le Dr Lee Seok-bae et le Dr Kim Ji-hoon, dans le cadre de leurs études sur la supraconductivité, découvrent un matériau issu d'une forme d'apatite à base de plomb présentant des caractéristiques de supraconductivité, sans trop savoir quel est ce matériau, ni comment il a été obtenu. Ils décident de reproduire ce matériau, d'en caractériser la supraconductivité, et de fournir une méthode fiable de production[réf. nécessaire].
En 2008, Seok-bae Lee crée le centre de recherche sur l'énergie quantique.
En 2017, Choi Dong-sik de l'université de Corée, décède. À l'Institut de recherche sur l'énergie quantique et l'université de Corée (KIST Graduate School of Convergence), les recherches du Pr Kwon Young-wan pour LG Display montrent des similitudes et ont lancé des recherches conjointes. Dans l'entreprise, Lee Seok-bae est le PDG, Kwon Young-wan le directeur technique, et Kim Ji-hoon le directeur de la recherche. En 2019, l'Institut de recherche sur l'énergie quantique adopte le projet de soutien à la recherche fondamentale (2019R111A1A01059675[Quoi ?]) de la Fondation nationale de recherche de Corée et obtient un financement supplémentaire.
En 2020, après vingt ans de recherche et plus de mille expérimentations, les chercheurs valident une caractérisation et une méthode de production du matériau identifié par Lee et Kim en 1999. Ils décident de le nommer « LK-99 », et proposent à Nature et Science leur rapport de recherche. Leur rapport est refusé, car il contient des imprécisions et les deux revues sont échaudées par la récente publication trop hâtive d'un article similaire frauduleux. Le 22 juillet, pour éviter d'être dépossédés de leur découverte par une autre équipe, ils déposent un brevet : Composite céramique à faible résistance incluant des supraconducteurs, déposé et validé le 28 décembre 2021. Le 24 juillet, une demande de brevet est également déposée pour une Méthode de fabrication d'un composite céramique à faible résistance comprenant des supraconducteurs et leur composite.
Le 25 août 2021, le brevet Composite céramique à supraconductivités à température ambiante à condition atmosphérique et procédé de fabrication du composite céramique est déposé. Il est validé le 6 mars 2023.
Le 4 avril 2023, à la suite de la publication du brevet, une demande de marque coréenne pour LK-99 est déposée par le Centre de recherche sur l'énergie quantique.
Le 22 juillet 2023, après la validation de la marque LK-99, et dans l'objectif de rendre le résultat de leur recherche public et de développer la recherche autour de ce nouveau matériau, le Pr Kim décide de publier leurs rapports de recherche sur arXiv dont le premier est intitulé « Le premier supraconducteur à température ambiante ». C'est la première mention du LK-99.
Le 23 juillet 2023, les résultats sont soumis à la revue APL Materials (en) pour examen.
Début août 2023, les études de bon nombre d'instituts de recherche dans le monde infirment les propriétés supraconductrices du LK-99 et associent ses propriétés diamagnétiques à une mauvaise interprétation du ferromagnétisme de ses impuretés. Les chutes de résistances observées ont aussi pu être expliqué par les comportements (connus) des principales impuretés rencontrées.[réf. nécessaire]

## Cadre technique et controverse

### Cadre technique
Le premier intérêt du rapport de recherche issu des travaux de Lee et Kim est de présenter une nouvelle classe de matériaux isolants (les apatites) pouvant être dopés afin de devenir supraconducteurs selon un concept physique impliquant des contraintes endogènes, avec la modification naturelle du positionnement d'atomes dans une structure cristalline, et non plus exogènes où l'on faisait auparavant appel à de très fortes pressions pour atteindre ces états de supraconductivité.
Cette faisabilité théorique a en effet été rapidement démontrée indépendamment par plusieurs laboratoires dans le monde,. Même en cas d'échec sur la confirmation de la supraconductivité à température et pression ambiantes, ce résultat est remarquable et constitue une avancée significative dans la recherche sur les supraconducteurs.
Le second intérêt du rapport de recherche est de présenter un matériau potentiellement supraconducteur à température et pression ambiantes. Cependant, cet intérêt reste relativement limité car le LK-99 ne sera pas un matériau révolutionnaire :
- il y a de fortes chances pour que la structure hexagonale du LK-99 lui confère une supraconductivité anisotrope, en l’occurrence dans une seule direction, perpendiculaire au plan de la structure hexagonale ;
- l'anisotropie de la supraconductivité liée au faible nombre de canaux supraconducteurs, un seul par maille du cristal, qui est assez volumineux, a de fortes chances de limiter énormément le courant traversant le matériau (on parle de quelques mA/cm2, ce qui est extrêmement faible comparé aux supraconducteurs commerciaux actuels qui peuvent faire circuler des courants un million de fois plus puissants dans cette section).

Le dernier sujet technique est lié à l'obtention du LK-99 qui n'est pas systématique, et lorsqu'il est possible d'en obtenir, sa pureté reste très faible et son homogénéité n'est pas garantie non plus. Cela peut créer des faux négatifs, car le matériau étant naturellement isolant, la moindre discontinuité dans son réseau cristallin peut générer des résistances qui empêcheraient sa caractérisation comme supraconducteur (résistance nulle) et aussi de l'effet Meissner (lévitation sur un aimant). D'ailleurs, concernant la lévitation, à cause de l'anisotropie de la supraconduction, la faisabilité d'une lévitation totale n'est pas garantie, c'est ce que l'on voit sur la plupart des vidéos liées au LK-99.

### Controverse
Le contenu des rapports de recherche est assez critiqué sur sa forme et notamment sur la caractérisation et l'explication du phénomène. Le titre est par ailleurs promotionnel (« le premier ») ainsi que les paragraphes d'introductions et de conclusion, ce qui est rarement le cas pour les articles scientifiques, et souvent le marqueur de startup qui cherchent à obtenir des financements. Le matériau étudié n'est par ailleurs que partiellement supraconducteur car impur. Néanmoins, sa simplicité d'obtention permettra de savoir rapidement si les résultats sont probants ou non.
Le 1er août voit tomber six informations dont la dernière est capitale :
- confirmation de la possibilité théorique pour que le LK-99 soit supraconducteur par des chercheurs de l’École de science des matériaux et d’ingénierie de l'université de Sciences et Technologies de Chine[9] ainsi que par le Laboratoire national Lawrence-Berkeley[10] ;
- trois réplications de la synthèse du produit ont abouti :
  - prépublication sur arXiv de la synthèse d'un produit potentiellement supraconducteur par une équipe indienne[11],
  - publication de deux vidéos par l'équipe chinoise de l'université de science et technologie de Huazhong (en) (HUST) d'un matériau « fortement diamagnétique » dans leur tentative de produire du LK-99[12],[13],
  - publication sur Bilibili chinois d'une vidéo par un chercheur de l'université de Tsinghua[14]. L'effet diamagnétique est constaté, mais pas de résistance nulle mesurée (échantillon trop impur).

Le 3 août 2023, deux rapports d'études sur la possibilité théorique d'obtenir une supraconductivité avec le LK-99 publiées par des laboratoires sont à leur tour publiés sur ArXiv par le département de physique de l'université de Santiago du Chili, et de l'université du Colorado (Boulder). Un autre rapport d'études d'une université chinoise présente une potentielle résistance nulle du LK-99 en dessous de −163 °C jusqu'à au moins 9 T, sans constater d'effet Meissner sur le seul échantillon exploitable qu'ils ont obtenu. C'est la première mention de la production d'un matériau contenant du LK-99 et présentant une résistance nulle, même si elle est à basse température.
À la lumière de ces premiers résultats, le scepticisme global initial de la communauté scientifique s'est rapidement mué en scepticisme plus nuancé, car tout ne semble pas à jeter dans le rapport de recherche, et les propriétés théoriques du matériau semblent intéressantes. Il s'avère que la confirmation finale sera conditionnée à l'obtention d'un échantillon assez pur et avec un réseau cristallin mieux ordonné, ce qui pourrait prendre plus de temps que les trois jours théoriquement nécessaires à l'obtention du LK-99. Il semble de plus en plus clair que le LK-99, même si sa supraconductivité à température et pression ambiantes est constatée, ne sera pas le matériau miracle attendu en raison de la faible intensité du courant qu'il permettrait de laisser passer et de l'anisotropie de sa conduction.
Selon les premiers résultats, les propriétés supraconductrices du LK-99 ont bien été infirmées, tout en accueillant positivement le fait que ce type de composé puisse être un sujet de recherche intéressant. Car effectivement, les propriétés physiques et chimiques du matériau font qu'il aurait très bien pu être supraconducteur. Le milieu de la recherche se satisfait aussi d'avoir pu garder son sang froid et tester rapidement une prépublication scientifique, afin d'éviter une annonce trop hâtive, ce qui est en définitive un comportement nominal et sain du monde de la recherche scientifique.

## Hypothèse
L'apatite à base de plomb a une structure cylindrique formée de trois phosphates (PO4) organisés en triangle, sur deux couches et centrés sur un atome d'oxygène. Six atomes de plomb sont disposés à l'intérieur (soit un par phosphate) et quatre à l'extérieur de ces disques, entre les groupes phosphate. Lors de la réaction finale produisant le LK-99, un atome de plomb sur les quatre de la couche extérieure est remplacé par un atome de cuivre.
Ce remplacement crée une perte de volume (rétrécissement) du produit. Ce rétrécissement crée une différence dans le positionnement des atomes de cuivre par rapport à leur position nominale, cet écart crée une contrainte, qui peut être vue comme une pression liée à la structure du matériau. C'est cette contrainte qui est à l'origine de sa supraconductivité, comme dans les cuprates. Par contre, la dureté du LK-99 lui permet de conserver cette supraconductivité à des températures plus élevées que pour ces derniers.
Cette contrainte permet de faire apparaître un tunnel de conduction entre les atomes de plomb internes et les atomes d'oxygène.

## Synthèse
La synthèse du LK-99 proposée par ses découvreurs se déroulerait selon ces trois étapes :
1. PbO + PbSO4 → Pb2(SO4)O       (24 h, 725 °C, 1 bar) ;
2. 3 Cu + P → Cu3P       (48 h, 550 °C, 10−5 Torr) ;
3. Pb2(SO4)O + Cu3P → Pb9-xCux(PO4)6O (0,9 < x < 1)       (10 h, 925 °C, 10−5 Torr, tube en quartz).

### Synthèse expérimentale
La synthèse expérimentale, confirmée par toutes les prépublications de résultats de recherche, se déroule en trois étapes :
1. Synthèse de la lanarkite (en) (Pb2(SO4)O) :
- réactifs : monoxyde de plomb (PbO) et sulfate de plomb (PbSO4) ;
- préparation : réduire en poudre les réactifs puis les mélanger dans une proportion équimolaire dans un creuset en alumine ;
- réaction : porter le mélange à 725 °C pendant 24 h pour obtenir la lanarkite ;
- post-traitement : réduire en poudre l'échantillon ;

2. Synthèse du phosphure de cuivre (Cu3P) :
- réactifs : cuivre et phosphore ;
- préparation : réduire en poudre les réactifs puis les mélanger dans une proportion équimolaire dans un tube en quartz ;
- réaction : porter le mélange à 550 °C, sous vide (10−5 Torr) pendant 48 h pour obtenir le phosphure de cuivre ;
- post-traitement : réduire en poudre l'échantillon ;

3. Synthèse du LK-99 Pb9-xCux(PO4)6O (0,9 < x < 1) :
- réactifs : lanarkite et phosphure de cuivre ;
- préparation : réduire en poudre les réactifs puis les mélanger dans une proportion équimolaire dans un tube en quartz ;
- réaction : porter le mélange à 925 °C, sous vide (10−5 Torr) pendant 10 h pour obtenir le LK-99.